# マリオ・フィゲイラ・フェルナンデス
マリオ・フィゲイラ・フェルナンデス（Mário Figueira Fernandes、1990年9月19日 - ）は、ブラジル・サンパウロ州サン・カエターノ・ド・スル出身の元サッカー選手。元ロシア代表。ポジションはディフェンダー。

## 来歴

### クラブ
ADサンカエターノのユースチームでキャリアをスタートさせた。2009年3月にはグレミオに移籍をするも、その数日後にホームシックまたはうつ病により失踪した。サンタカタリーナ州のフロリアノーポリス、パラナ州のロンドリーナなどを転々とし最終的にサンパウロ州で発見された。発見後は病院へ搬送され1か月間治療を受け退院。退院後、母のマリーザは自宅のあるサン・カエターノ・ド・スウからマリオが住むグレミオ本拠地のポルト・アレグレへと引っ越した。
2009年6月28日、スポルチ・レシフェ戦でデビューした。その数か月後にはインテルナツィオナーレ・ミラノ、FCバルセロナ、レアル・マドリード、マンチェスター・シティFC、ユヴェントスFCなど名立たるクラブから興味を示されたことがメディアで報じられた。
2010年はSCインテルナシオナルとのクラシコ (グレ・ナル) で右肩を負傷して手術した事からリーグ戦での出場は2試合に留まった。
本来はセンターバックのポジションを務めていたが、グレミオでは右サイドバックとして出場し、ルシオの後継者と目された。2011年には右サイドバック部門でボーラ・ジ・プラッタを獲得。バイエルン・ミュンヘン、レアル・マドリード、ACミラン、など各国リーグのビッグクラブから注目を集め、2012年4月下旬、ロシアのCSKAモスクワに移籍金1500万ユーロで合意し、5月4日に5年契約にサインして移籍をした。
2022年5月18日、一身上の都合で自身のキャリアを中断し、ブラジルに帰国することを表明した。2023シーズンからは、CSKAモスクワからのレンタルの形で母国のSCインテルナシオナルでプレーを再開する。

### 代表
2011年9月、アルゼンチン代表との間で行われるアメリカ・スーパークラシックでブラジル代表メンバーに選出されたが個人的な理由から参加を辞退した。
2014年10月14日にシンガポールで行われた日本代表との親善試合で代表初出場を果たした。しかし、以降はブラジル代表に招集されることはなかった。
2016年7月13日、ロシア国籍を取得。2017年4月よりロシア代表としてプレーすることが可能となり、10月7日の韓国戦でロシア代表初出場を果たした。
自国開催となった2018 FIFAワールドカップでは全5試合に出場し、チームの快進撃を支えた。4強入りを賭けた準々決勝のクロアチア戦では、延長戦の115分に同点ゴールを決めた。試合はPK戦までもつれ、3番手を務めたがこれを失敗。最終的に3-4で敗れた。
2021年9月2日、W杯欧州予選のクロアチア戦で負傷し、続くキプロス戦、マルタ戦を欠場した。9月12日のクラブでのFCアルセナル・トゥーラ戦も欠場すると、翌日、クラブと代表の両立が難しいとして、代表引退を発表した。

## 代表歴

### 出場大会
- ブラジル代表
- ロシア代表
  - 2018 FIFAワールドカップ

### 試合数
- 国際Aマッチ 1試合 0得点（ブラジル、2014年）[13]
- 国際Aマッチ 33試合 5得点（ロシア、2017年-2012年）[13]

| ブラジル代表 | 国際Aマッチ | 国際Aマッチ |
| 年           | 出場        | 得点        |
| ------------ | ----------- | ----------- |
| 2014         | 1           | 0           |
| 通算         | 1           | 0           |

| ロシア代表 | 国際Aマッチ | 国際Aマッチ |
| 年         | 出場        | 得点        |
| ---------- | ----------- | ----------- |
| 2017       | 3           | 0           |
| 2018       | 11          | 1           |
| 2019       | 8           | 1           |
| 2020       | 3           | 1           |
| 2021       | 8           | 2           |
| 通算       | 33          | 5           |

## タイトル

### クラブ
PFC CSKAモスクワ
- ロシア・プレミアリーグ 2012-13, 2013-14
- ロシア・カップ 2012-13
- ロシア・スーパーカップ 2013, 2014, 2018